# Aranitas
Aranitas là một xã trong quận Mallakastër thuộc hạt Fier, Albania. Dân số năm 2005 là 4544 người.